# Aktør
En aktør er fx en person, organisation, virksomhed eller stat som aktivt deltager i en bestemt sammenhæng. Fx i kraft af sine handlinger eller rollen der spilles.
Eksempler: Begrebet benyttes i økonomi om et enkelt handlende individ, f.eks. en husholdning eller en virksomhed (som oversættelse for det tilsvarende engelske begreb agent). I politologi bruges udtrykket om en person, der handler i relation til et system.
Den gammeldags stavemåde acteur/actrice bruges undertiden for at anslå en højtideligt-ironisk tone, som f.eks. i titlen: "Kgl. Mayestæts Acteurs".

## Teater
En aktør er inden for teaterverdenen en betegnelse for en skuespiller. En kvindelige skuespiller kan kaldes en aktrice dvs. skuespillerinde.